# 克明親王
克明親王（よしあきら/かつあきら しんのう）は、平安時代前期の皇族。初名は将順（まさのぶ）。醍醐天皇の第一皇子。官位は三品・兵部卿。

## 経歴
延喜4年（904年）親王宣下。延喜9年（909年）8月に父・醍醐天皇に対面する。延喜10年（910年）正月には清涼殿東庭において拝儛をしているのが見える。延喜11年（911年）他の兄弟とともに改名し、将順から克明となる。延喜16年（916年）清涼殿で元服し、三品に叙せられた。
弾正尹を務めたのち、延長5年（927年）4月に兵部卿に遷るが、同年9月24日の丑刻に薨去。享年25。最終官位は兵部卿三品。

## 官歴
- 延喜4年（904年）11月17日：親王宣下[4]
- 延喜11年（911年） 11月28日：将順から克明に改名[4]
- 延喜16年（916年） 11月27日：元服、三品[4]
- 延長4年（926年） 6月5日：見弾正尹[5]
- 延長5年（927年）4月22日：兵部卿[6]。9月24日：薨去（兵部卿三品）[4]

## 系譜
- 父：醍醐天皇
- 母：源封子（源旧鑑の娘） - 更衣
- 妃：藤原時平の娘
  - 男子：源博雅（918-980）
  - 男子：源正雅
  - 男子：源清雅
  - 男子：源助雅
  - 女子：妍子女王